# Miguel Ángel Almazán Quiroz
Miguel Ángel Almazán Quiroz (Ciutat de Mèxic, 6 de maig de 1982) és un exfutbolista professional mexicà, que jugava com a defensa. Va jugar al Deportivo Toluca, a la Primera divisió mexicana; i a l'Atlético Mexiquense, a la Segunda división mexicana.
Va debutar l'estiu del 2002 amb el partit Cruz Azul 2-2 Toluca.